# Wade Flaherty
Wade Flaherty (* 11. Januar 1968 in Terrace, British Columbia) ist ein ehemaliger kanadischer Eishockeytorwart und derzeitiger -trainer. In der National Hockey League war er für die San Jose Sharks, New York Islanders, Florida Panthers und Nashville Predators aktiv. Seit 2011 ist er im Trainerstab der Winnipeg Jets aktiv.

## Karriere
Flaherty spielte zunächst fünf Jahre von 1984 bis 1989 bei diversen Mannschaften in der Western Hockey League, hauptsächlich bei den Victoria Cougars. Nach einer guten Saison 1987/88, die ihm eine Nominierung für das West Second All-Star Team der WHL einbrachte, wurde er im NHL Entry Draft 1988 in der neunten Runde an 181. Stelle von den Buffalo Sabres ausgewählt.

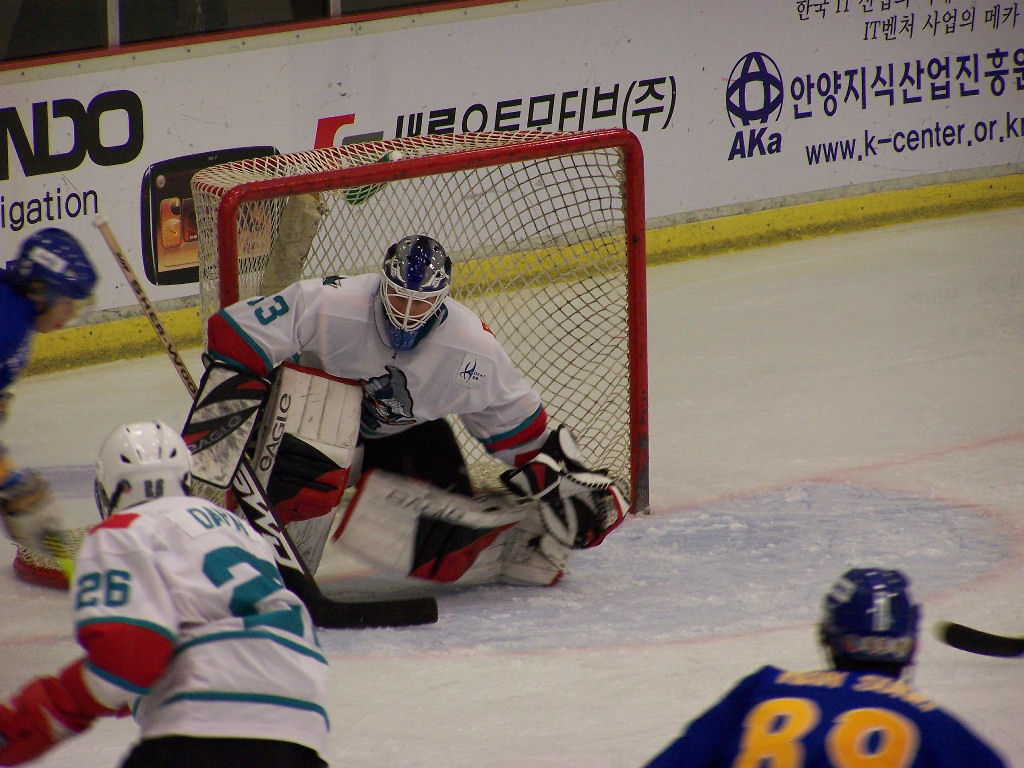
Flaherty im Trikot der China Sharks

Zur Saison 1989/90 wechselte der Kanadier ins Profilager und stand bei den Greensboro Monarchs in der East Coast Hockey League im Tor, die er am Ende der Spielzeit zum Gewinn des Riley Cup führte und selbst zum wertvollsten Spieler der Playoffs gewählt wurde. Die darauffolgende Saison bestritt Flaherty in der International Hockey League bei den Kansas City Blades, die ab der Saison 1991/92 das Farmteam der neu gegründeten San Jose Sharks wurden und den Torhüter unter Vertrag nahmen. Zwischen 1991 und 1997 kam Flaherty immer wieder zu Einsätzen in der National Hockey League, sein größter Erfolg war jedoch der Gewinn des Turner Cup und der James Norris Memorial Trophy der IHL. Nach Auslauf seines Vertrages bei den Sharks nach der Spielzeit 1996/97 wechselte er als Free Agent zu den New York Islanders, wo er bis zum Sommer 2001 jedoch auch nicht über das Dasein als zweiter oder dritter Torhüter hinauskam. Es folgten weitere Wechsel zu den Tampa Bay Lightning, Florida Panthers und Nashville Predators, mit deren Farmteam er in der Saison 2003/04 den Calder Cup gewann. Flaherty erhielt zudem die Jack A. Butterfield Trophy. Nachdem sein Vertrag auch bei der Organisation der Predators ausgelaufen war, wechselte er in die Organisation der Vancouver Canucks, kam dort jedoch ausschließlich bei den Manitoba Moose in der AHL zum Einsatz. In der Spielzeit 2007/08 stand Flaherty bei den Rockford IceHogs, dem Farmteam der Chicago Blackhawks, unter Vertrag.
Nachdem sein Einjahresvertrag in Rockford ausgelaufen war, nahm Flaherty vor Beginn der Saison 2008/09 ein Angebot seines ehemaligen Arbeitgebers, den San Jose Sharks, an. Diese verpflichteten Flaherty als Stammtorwart für ihr Farmteam, den China Sharks in der Asia League Ice Hockey, wo selbiger zugleich als Torwarttrainer arbeitete. Im Januar 2009 nahm Flaherty ein Angebot der Chicago Blackhawks an, die ihn als Torwarttrainer verpflichteten. Am 15. Juli 2011 wurde er von den Winnipeg Jets als Torwarttrainer engagiert und stieg dabei im weiteren Verlauf zum Assistenztrainer auf.

## Erfolge und Auszeichnungen
| - 1988 WHL West Second All-Star Team - 1990 Riley-Cup-Gewinn mit den Greensboro Monarchs - 1990 Kelly Cup Playoffs Most Valuable Player - 1992 Turner-Cup-Gewinn mit den Kansas City Blades - 1992 James Norris Memorial Trophy (gemeinsam mit Artūrs Irbe) - 1993 IHL Second All-Star Team - 1994 IHL Second All-Star Team | - 2003 Spengler-Cup-Gewinn mit dem Team Kanada - 2004 Calder-Cup-Gewinn mit den Milwaukee Admirals - 2004 Jack A. Butterfield Trophy - 2006 Teilnahme am AHL All-Star Classic - 2006 AHL All-Star Classic MVP (gemeinsam mit Yann Danis) - 2006 AHL Second All-Star Team - 2007 Spengler-Cup-Gewinn mit dem Team Canada |

### International
- 1991 All-Star-Team der Junioren-Weltmeisterschaft

## NHL-Statistik
(Legende zur Torhüterstatistik: GP oder Sp = Spiele insgesamt; W oder S = Siege; L oder N = Niederlagen; T oder U oder OT = Unentschieden oder Overtime- bzw. Shootout-Niederlage; Min. = Minuten; SOG oder SaT = Schüsse aufs Tor; GA oder GT = Gegentore; SO = Shutouts; GAA oder GTS = Gegentorschnitt; Sv% oder SVS% = Fangquote; EN = Empty Net Goal; 1 Play-downs/Relegation; Kursiv: Statistik nicht vollständig)